# Wilhelm Sohn
 (juillet 2025).
Pour les articles homonymes, voir Sohn.
Johann August Wilhelm Sohn (né le 29 août 1830 à Berlin, mort le 16 mars 1899 à Pützchen, près de Bonn) est un peintre prussien.

## Biographie

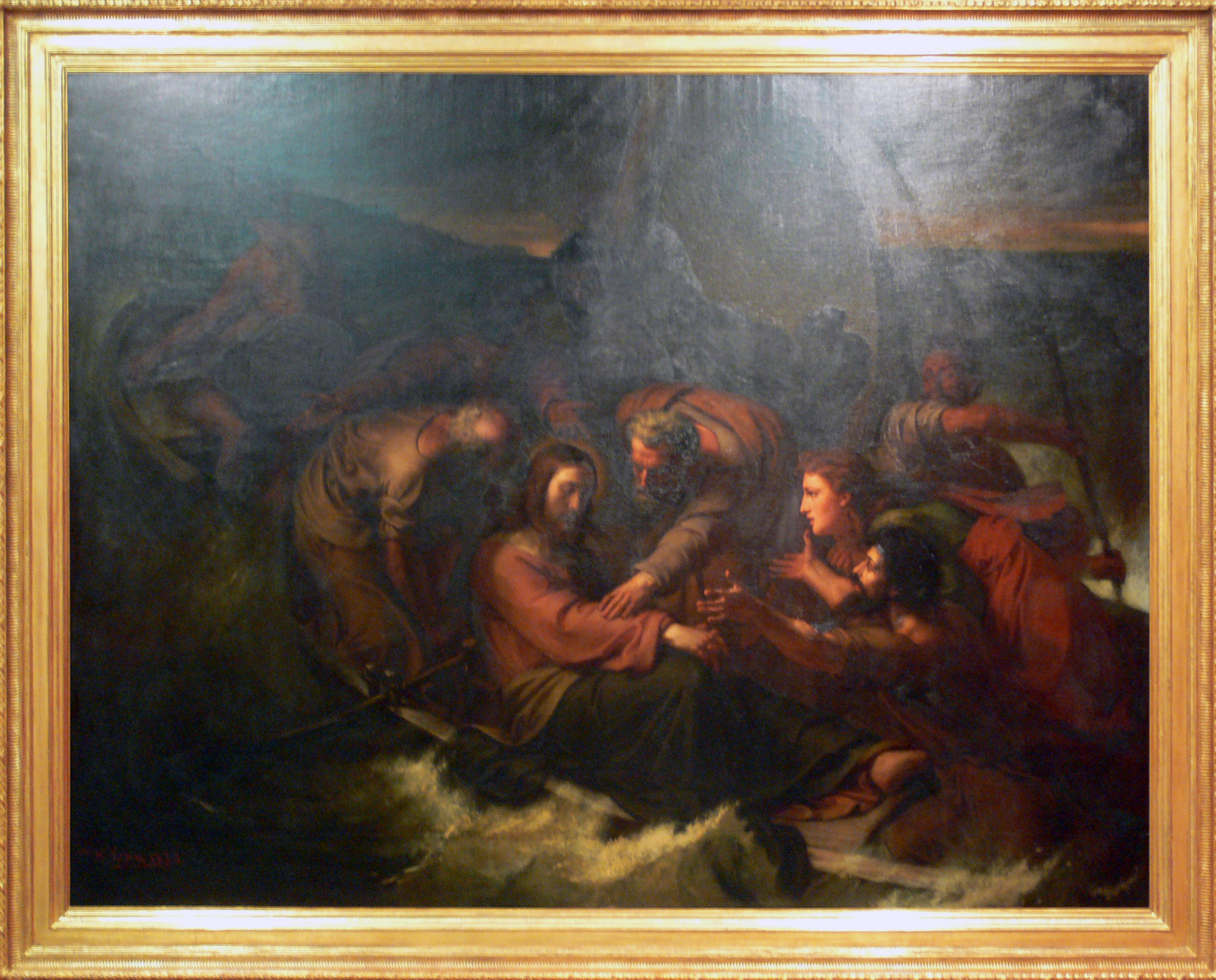
Jésus et les disciples dans la tempête, 1853

Il arrive en 1847 à Düsseldorf où il est reçu par Rudolf Wiegmann et son oncle Karl Ferdinand Sohn qui lui donnent une éducation qu'il complète par des voyages. Sa vision des peintres néerlandais l'influence soudainement et l'oriente vers la peinture d'histoire. Ses voyages à Munich et à Paris lui permettent de reprendre les nouvelles modes, notamment coloristes.
En 1867, après la mort de son oncle, il reprend son poste de professeur. Par ailleurs, il donne des cours à des femmes. Sa réputation était alors déjà faite lorsqu'il a ses premiers élèves comme Albert Baur. Sa grande influence au sein de l'académie se définit dans l'École de peinture de Düsseldorf. Pour ses travaux, il s'appuie sur le travail de ses élèves. L'un d'eux, Eduard Gebhardt, lui succédera à l'académie.
Préférant nettement se consacrer à l'enseignement, il peint assez peu. Cette obsession finit par une maladie mentale qui paralyse son talent. Il meurt au sanatorium de Pützchen, près de Bonn en 1899.